# Schloss Brodersdorf

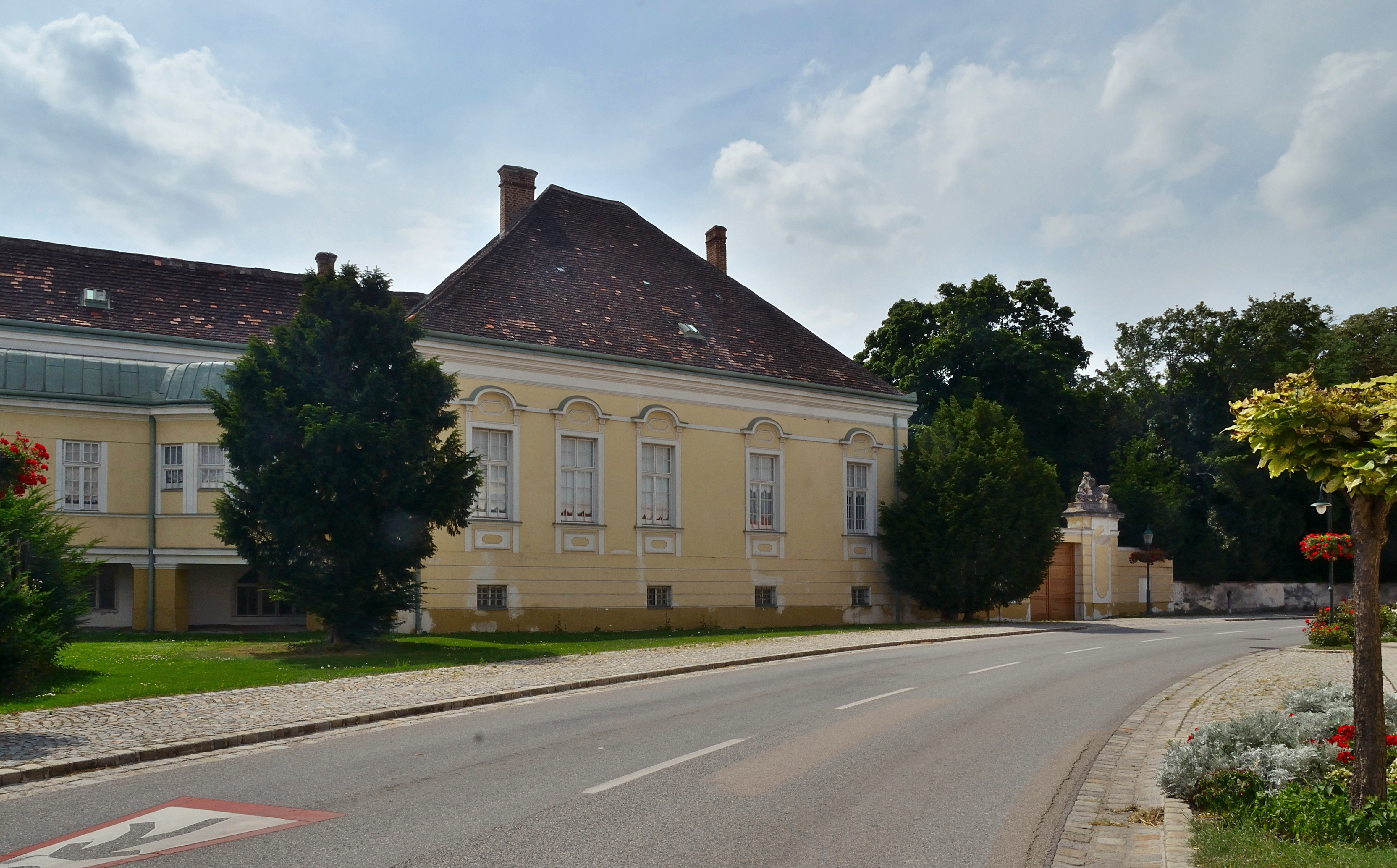
Schloss Brodersdorf

Das Schloss Brodersdorf steht in der Oberen Hauptstraße 41 am westlichen Ende der Ortschaft Deutsch-Brodersdorf in der Marktgemeinde Seibersdorf im Bezirk Baden in Niederösterreich. Das Schloss steht seit 2013 unter Denkmalschutz (Listeneintrag).

## Geschichte
Es bestand wohl ab dem 13./14. Jahrhundert eine kleine Wehranlage, danach ein spätmittelalterliches Gut. Im 16. Jahrhundert im Besitz der Freiherrn von Windisch-Graetz ging der Besitz im Anfang des 17. Jahrhunderts an Barbara Beck von Leopoldsdorf, 1653 an Johann Joachim Zinzendorf, 1674 an Christoph Ludwig von Schärfenberg, danach folgten häufige Besitzerwechsel. Seit 1848 ist das Schloss im Besitz der Freiherrn von Münch-Bellinghausen.
Im 17. und 18. Jahrhundert wurde das Schloss nach Kriegsschäden wiederhergestellt sowie im 19. Jahrhundert restauriert und teils neu erbaut. 1921 erfolgte ein Ausbau und eine Restaurierung. Weitere Bauarbeiten erfolgten in den 1990er Jahren.

## Architektur
Die T-förmige mehrfach erweiterte Anlage entstand im Kern um 1600. Mit einem südlich vorgelagerten Arkadengang und einer Mauer bildet sich ein abgeschlossener Hof mit einem Rundturm in der Südwestecke. Südlich und südwestlich schließen ehemalige Stallungen und Wirtschaftsgebäude an. Im Nordwesten befindet sich ein ausgedehnter Landschaftspark.
Der zweigeschoßige T-förmige Schlossbau trägt ein Walmdach. An der Nord- und Nordostseite gibt es ein niedriges gebändertes Erd- bzw. Sockelgeschoß, Piano nobile mit hohen Fenstern, nordseitig wurden drei Fenster zu Türen erweitert, mit profilierten segmentbogigen Verdachungen und Parapeten. Im Norden gibt es ein korbbogiges Durchfahrtsportal mit einem Relief Merkur um 1800. Im Nordwesten befindet ein risalitartiger firstgleicher Zubau über Pfeilerarkaden von 1921/1922. Beim Osttrakt befindet sich ein vorgestellter Gang mit einem Runderker auf einer gedrückten Pfeilersubstruktion unter einem geschwungenen Blechdach um 1900.
Im Hof zeigt die nördliche Hoffassade einen axialen Risalit, davor befindet sich eine Altane. Im Osten und Süden befindet sich ein Arkadengang über einer Pfeiler- bzw. Säulenkolonnade aus der Mitte des 19. Jahrhunderts. Der östliche Gang ist dem Osttrakt unter einem gemeinsamen Walmdach vorgestellt. Der Südtrakt unter einem Satteldach hat eine nach Süden abschließende Fassadenwand und Rechteckfenster mit biedermeierlichem Rundbogendekor. Im Südwesten befindet sich ein Treppenturm mit einer glockenförmigen Haube, die dem spiralförmigen Treppenlauf folgende Fassadierung erfolgte mit Pilastern, hofseitig mit neugotischem Blendmaßwerk.
Im Schlossinneren gibt es im Erd- und Kellergeschoß Stichkappentonnen und Rundbogenportale. Östlich an der Durchfahrt befindet sich im rechten Winkel ein breites Stiegenhaus. Der Saal im Obergeschoß hat eine Putzschnittdecke und eine Balustrade aus dem 18. Jahrhundert, die Kreuzgratgewölbe und Stichkappentonnen entstanden in der zweiten Hälfte des 16. Jahrhunderts und Anfang des 17. Jahrhunderts. Die Stuck- und Putzschnittdecken sind aus dem 18. Jahrhundert.